# Daisy Edgar-Jones
Daisy Jessica Edgar-Jones (født 24. maj 1998) er en britisk skuespiller. Hun er blandt andet kendt for sin rolle i tv-serien Normale mennesker.

## Opvækst
Daisy Edgar-Jones blev født i London som datter af en skotsk far og en nordirsk mor. Hun er enebarn og begyndte meget tidligt at spille teater i skolen. Hun blev som 14-årig optaget på National Youth Theatre.

## Karriere
Som 17-årig kom hun med i tv-komedieserien Cold Feet fra denne series sjette sæson. Efter et par mindre roller i andre serier fik hun sin spillefilmdebut i Pond Life (2018). I 2019 fik hun en hovedrolle i tv-serien War of the Worlds, inden hun fik hovedrollen som Marianne i tv-serien Normale mennesker, en filmatisering af Sally Rooneys roman af samme navn.
I 2022 havde Edgar-Jones hovedrollen som Kya Clark i filmatiseringen af Delia Owens' succesroman Hvor flodkrebsene synger.